# AS Nancy Lorraine
Association Sportive Nancy-Lorraine, är en fransk fotbollsklubb från Nancy. Klubben bildades 1967 som efterträdare till FC Nancy vars verksamhet upphörde 1965. Klubben vann Franska Ligacupen 2006 och fick därför en plats i Uefacupen säsongen därefter. Michel Platini spelade i laget mellan 1973 och 1979. Laget spelar sina hemmamatcher på Stade Marcel Picot.